# Pittsburg (Californie)
Pour les articles homonymes, voir Pittsburg.
Pittsburg est une municipalité du comté de Contra Costa située dans l'État de Californie, aux États-Unis. Au recensement de 2000, la ville avait une population totale de 56 769 habitants.

## Histoire
- 1903 : la municipalité prend le nom de Black Diamond
- 11 février 1911, la ville prend le nom de Pittsburg.

## Sport
Cette municipalité possède un terrain de golf, le Pittsburg's Delta View Golf Course.

## Démographie
| 1890 | 1900 | 1910  | 1920  | 1930  | 1940  |
| ---- | ---- | ----- | ----- | ----- | ----- |
| 300  | 603  | 2 372 | 4 715 | 9 610 | 9 520 |

| 1950   | 1960   | 1970   | 1980   | 1990   | 2000   |
| ------ | ------ | ------ | ------ | ------ | ------ |
| 12 763 | 19 062 | 21 423 | 33 034 | 47 564 | 56 769 |

| 2010   | - | - | - | - | - |
| ------ | - | - | - | - | - |
| 63 264 | - | - | - | - | - |

## Personnalités nées dans cette municipalité
- Aaron Miles, joueur de baseball de l'équipe Cardinals de Saint-Louis ;
- D. J. Williams, joueur de football américain de l'équipe Broncos de Denver.
- Karen Vogtmann (née en 1949), mathématicienne américaine
- Dante Basco, acteur né à Pittsburg en 1975